# Helsingfors hovrätt
Helsingfors hovrätt (finska: Helsingin hovioikeus) är en hovrätt i Finland, grundad 1952.
Helsingfors hovrätts domkrets omfattar tingsrätterna i Esbo, Helsingfors, Hyvinge, Tusby, Vanda och Östra Nyland. Domstolen fungerar alltså som överrätt för dessa. Dessutom handhar den vissa frågor nationellt: krigsbrott, vissa frågor kring immaterialrätt (via Helsingfors tingsrätt), vissa frågor om internationell barnrätt, lindrande av vissa domar (benådning), vissa tjänsteåtal samt vissa frågor gällande advokaters verksamhet.
Före 1 april 2014 tillhörde Hyvinge tingsrätt domkretsen för Kouvola hovrätt.